# Hiryu
Hiryu var et japansk hangarskib under 2. verdenskrig. Det deltog i angrebet på Pearl Harbor, men blev sænket 5. juni 1942 under Slaget om Midway. Skibet blev bygget under de specifikationer, der var vedtaget ved Washington-flådeaftalen, hvilket betød, at det var forholdsvis lille i forhold til andre hangarskibe fra samme tid, men havde dog stadig plads til 70 fly.